# Mansfield (Ohio)
Mansfield ist eine City im US-Bundesstaat Ohio und Verwaltungssitz des Richland Countys. Das U.S. Census Bureau ermittelte bei der Volkszählung 2020 eine Einwohnerzahl von 47.534.
In der Metropolregion von Mansfield lebten 2020 insgesamt 124.936 Menschen.  

## Geographie
Mansfield liegt ungefähr 129 Kilometer südwestlich von Cleveland und 106 Kilometer nordöstlich von Columbus.
Mansfield liegt in den westlichen Vorbergen des Allegheny Plateaus. Aufgrund dieser Situation zählt Mansfield zu den am höchsten gelegenen Städten Ohios. Ihren höchsten Punkt erreicht die Stadt beim Woodland-Reservoir, 455 m über dem Meeresspiegel. Der Central Park in der Innenstadt Mansfields liegt auf 378,76 m Meereshöhe.
Mansfield liegt an einem Nebenfluss des Mohican Rivers.

## Geschichte
1808 gründeten James Hedges, Jacob Newman und Joseph Larwill eine Siedlung. Die Einwohner nannten den Ort Mansfield, nach Jared Mansfield. Der Ort wuchs langsam und hatte im Jahr 1817 erst 20 Häuser und einen Laden. 1846 hatte Mansfield bereits 23 Geschäfte, sieben Kirchen, zwei Zeitungsredaktionen und 2330 Einwohner. Dieses rasche Bevölkerungswachstum ist mindestens zum Teil auf die Fertigstellung der Bahnverbindung zwischen Mansfield und Sandusky (Mansfield and Sandusky Railroad) in diesem Jahr zurückzuführen. Dazu kamen später weitere Eisenbahnlinien.
In der zweiten Hälfte des 19. Jahrhunderts wuchs Mansfield explosionsartig. Bei der Volkszählung im Jahr 1880 gab es 9859 Menschen in der Stadt, 1890 waren es schon 13.473. Vier Eisenbahnlinien führten 1888 durch die Stadt, die ein wesentlicher Industrie- und Handelsplatz im nördlichen Zentralohio geworden war. Mansfields größter Arbeitgeber war neben metallverarbeitenden Betrieben die Zigarrenfabrik Hautzenroeder & Company, die im Jahr 1888 allein 285 Beschäftigte aus der Stadt aufwies. In diesem Jahr errichtete Hautzenroeder auch eine Außenstelle für Sträflinge im Ohio State Reformatory, dem Strafgefangenenhaus in Mansfield. Das Gefängnis gab auch die Kulisse für die Filme Tango und Cash sowie Die Verurteilten ab.

## Infrastruktur
Die Trinkwasserversorgung wird durch das Clear Fork Reservoir geregelt.

## Persönlichkeiten
- John Peter Altgeld (1847–1902), Politiker
- Mordecai Bartley (1783–1870), Politiker
- Louis Bromfield (1896–1956), Schriftsteller
- Sherrod Brown (* 1952), Politiker und US-Senator
- Karen Eisenloffel (* 1961), Bauingenieurin und Architektin
- Michael Landon Gernhardt (* 1956), Astronaut
- Caroline M. McGill (1879–1959), Medizinerin, Pathologin und Hochschullehrerin
- Pete Henry (1897–1952), American-Football-Spieler und -Trainer
- Sylvia McNair (* 1956), Opernsängerin
- Robert Byington Mitchell (1823–1882), General und Politiker
- Christopher Moore (* 1957), Schriftsteller
- Luke Perry (1966–2019), Schauspieler und Synchronsprecher
- Robert F. Simon (1908–1992), Schauspieler
- Charles Williams (* 1962), Boxer

## Partnerstädte
- Mansfield (Nottinghamshire)